# J/FPS-5
J/FPS-5は、航空自衛隊の警戒管制レーダー装置。レーダーサイト用の大型固定3次元レーダーであり、アクティブ・フェーズドアレイ・アンテナ（AESA）を採用して、弾道ミサイルの探知・追尾にも対応したフェーズドアレイレーダーである。三菱電機製。通称はガメラレーダー。

## 概要
高さ約34mある六角柱の建物の3つの側壁にはそれぞれ巨大なレーダー面があり、その円形の覆いの模様がカメの甲羅のようであることから、大映（現・角川映画）の特撮怪獣ガメラにちなみ、「ガメラレーダー」とも呼ばれる。
3面ある内の中央面には、直径約18mの覆いの下にL・Sバンドのレーダーが設置されており、これが航空機と弾道ミサイルに対処する主警戒面である。残りの2面には、直径約12mの覆いの下にLバンドのレーダーがあり、航空機に対処する警戒面となっている。建物全体が回転できるため、必要に応じて高脅威方向へ指向できる。
隣接するレーダーの送信電波を受信することにより、ステルス機などの捕捉しにくい目標を検出できるバイスタティック・レーダーである。また、故障部位を切り離し、残りの部分に機能を配分するフォールトトレラント機能を持つ。基本機能（航空機探知・追尾機能）と付加機能（弾道ミサイル探知・追尾、バイスタティック受信、目標類別など）を分離したモジュールで構成されている。
表面に多数有る小さな突起物は碍子とこれを支えるステーで有り、これらを繋ぐ細いワイヤーは落雷に備えての物である。
実際に弾道ミサイルの飛来を探知した場合は、まず航空総隊/BMD統合任務部隊にデータが送信され、防衛省を経て内閣総理大臣および各省庁にデータが送られる。総務省は、全国瞬時警報システムを通じてマスメディアや地方公共団体に警報を伝達する。国民には、報道や防災無線を通じて屋内退避などの自己防衛が指示される。将来的に、宇宙ゴミの監視に用いることも検討されている。

## 開発
未だ早期警戒衛星を保有していない日本では、既存のレーダーでは、北朝鮮の弾道ミサイル発射を早期探知することは不可能であった。そこで、技術研究本部が1999年度から弾道ミサイル探知に対応したレーダーを開発名称FPS-XXとして開発を開始した。まずは千葉県旭市に位置する第2研究所飯岡支所に作られた研究試作機によって技術試験を実施し、2004年度からは同時に航空開発実験集団電子開発実験群飯岡試験評価隊が実用試験を行った。研究試作機は主警戒面と警戒面が1面ずつで、建物ごと回転させることができる。
2005年度に開発が終了し研究試作機は解体される予定だったが、量産型配備まで運用研究を実施するとして残されることになった。北朝鮮による2006年のミサイル発射実験では弾道ミサイルが発射直後に空中分解したことから出番はなかったが、2009年のミサイル発射実験では弾道ミサイルの追跡に成功している。

## 配備

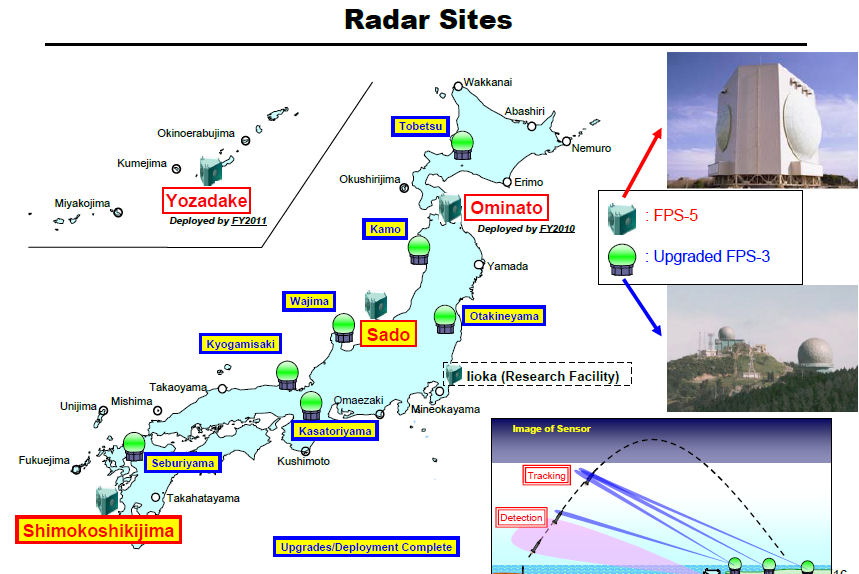

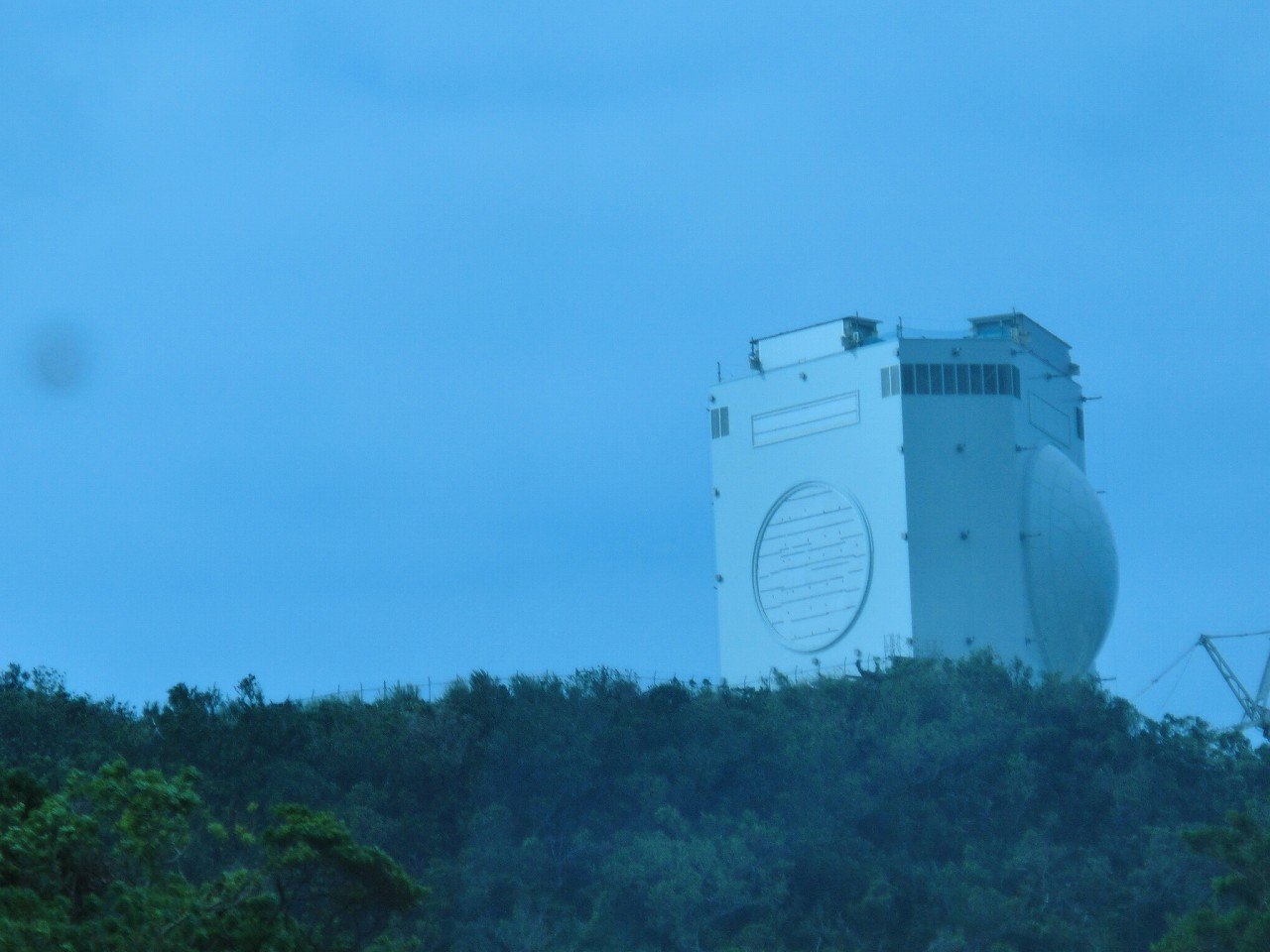
与座岳分屯基地のJ/FPS-5レーダー

2006年度から2009年度に予算が計上され、2008年度から2011年度までに4基が配備された。1基当たり約180億円。大型であることから、取得費用のみならず、設置に向けての土木工事にも費用がかかるため、4基で調達を終了した。D型までの4つのサブタイプがあり既存の物もアップデートされている。
- 下甑島分屯基地：J/FPS-2より更新、2008年度末運用開始[1][8]。
- 佐渡分屯基地　：J/FPS-2より更新、2010年7月よりJ/FPS-5Bの運用開始、2019年11月よりJ/FPS-5Dの運用開始[1][8]。
- 大湊分屯基地　：J/FPS-2より更新、2010年度末運用開始[1][8]。平成20年度予算から調達開始、J/FPS-5B配備[9]。
- 与座岳分屯基地：J/FPS-2より更新、2011年度末運用開始[2][8]。平成21年度予算から調達開始、J/FPS-5C配備[10]。